# Riserva Regionale Paluaccio di Oga
Riserva Regionale Paluaccio di Oga este o arie protejată (arie de protecție specială avifaunistică — SPA) din Italia întinsă pe o suprafață de 37 ha, integral pe uscat.

## Localizare
Centrul sitului Riserva Regionale Paluaccio di Oga este situat la coordonatele 46°28′13″N 10°20′14″E / 46.470164°N 10.337325°E.

## Înființare
Situl Riserva Regionale Paluaccio di Oga a fost declarat arie de protecție specială avifaunistică în februarie 2004 pentru a proteja 61 de specii de animale.

## Biodiversitate
Situată în ecoregiunea alpină, aria protejată conține 4 habitate naturale: Turbării active, Mlaștini împădurite, Păduri alpine de Larix decidua și/sau Pinus cembra, Mlaștini turboase de tranziție și turbării mișcătoare.
La baza desemnării sitului se află mai multe specii protejate de  păsări (61): inărița (Acanthis flammea), uliu păsărar (Accipiter nisus), pițigoi codat (Aegithalos caudatus), minunița (Aegolius funereus), ciocârlie-de-câmp (Alauda arvensis), fâsă de pădure (Anthus spinoletta), fâsă de pădure (Anthus trivialis), cocoșul de mesteacăn (Bonasa bonasia), buha (Bubo bubo), șorecarul comun (Buteo buteo), sticlete (Carduelis carduelis), Carduelis citrinella, cojoaica de pădure (Certhia familiaris), florinte (Chloris chloris), porumbel gulerat (Columba palumbus), corb (Corvus corax), cioară neagră (Corvus corone), cuc (Cuculus canorus), ciocănitoare pestriță mare (Dendrocopos major), Dryobates minor, presură de munte (Emberiza cia), măcăleandru (Erithacus rubecula), vânturel roșu (Falco tinnunculus), cinteză (Fringilla coelebs), Fringilla montifringilla, gaiță (Garrulus glandarius), ciuvică (Glaucidium passerinum), câneparul (Linaria cannabina), pițigoi moțat (Lophophanes cristatus), forfecuță gălbuie (Loxia curvirostra), Lyrurus tetrix tetrix, cinghiță alpină (Montifringilla nivalis), codobatură galbenă (Motacilla alba), codobatură de munte (Motacilla cinerea), alunar (Nucifraga caryocatactes), pițigoi mare (Parus major), pițigoi de brădet (Periparus ater), codroș de munte (Phoenicurus ochruros), pitulice de munte (Phylloscopus collybita), ciocănitoarea verde (Picus viridis), pițigoi de munte (Poecile montanus), pițigoi sur (Poecile palustris), Prunella collaris, brumăriță de pădure (Prunella modularis), mugurarul (Pyrrhula pyrrhula), aușel cu cap galben (Regulus regulus), mărăcinar (Saxicola rubetra), sitar de pădure (Scolopax rusticola), țiclete (Sitta europaea), scatiu (Spinus spinus), huhurez mic (Strix aluco), graur (Sturnus vulgaris), silvie cu cap negru (Sylvia atricapilla), silvie de zăvoi (Sylvia borin), silvie-mică (Sylvia curruca), pănțărușul (Troglodytes troglodytes), sturzul viilor (Turdus iliacus), mierlă (Turdus merula), sturz-cântător (Turdus philomelos), sturz (Turdus pilaris), sturzul de vâsc (Turdus viscivorus)
Pe lângă speciile protejate, pe teritoriul sitului au mai fost identificate 16 specii de plante, 2 specii de amfibieni, 8 specii de mamifere, 3 specii de nevertebrate.